# Pjotr Kapitsa
Pjotr Leonidovich Kapitsa eller Peter Kapitza (russisk: Пётр Леонидович Капица, rumænsk: Petre Capiţa, født 8. juli 1894, død 8. april 1984) var en ledende sovjetisk fysiker. Han modtog nobelprisen i fysik i 1978 "for sine grundlæggende opfindelser og opdagelser inden for området lavtemperaturfysik.